# دراسة الخط

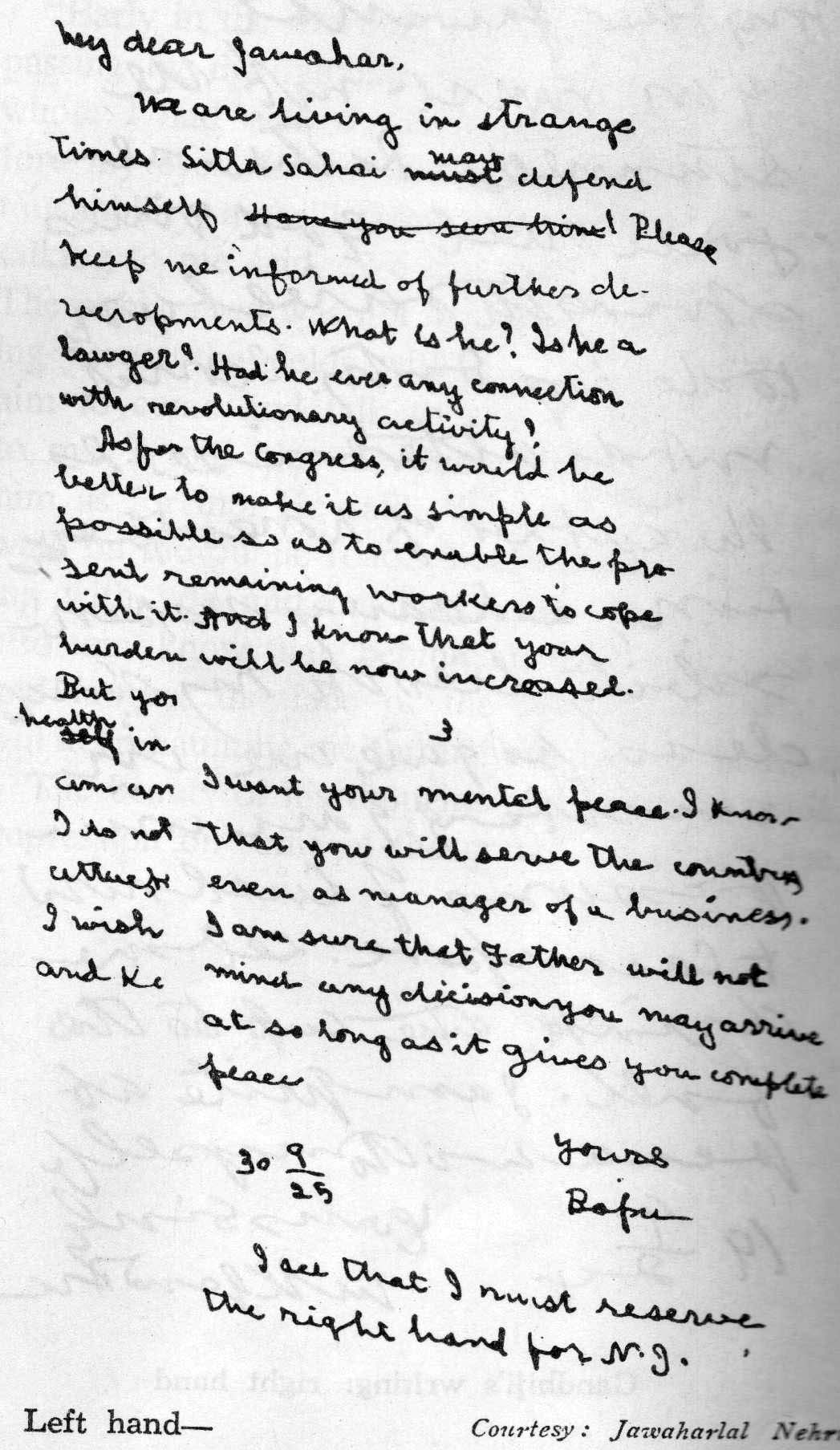

دراسة الخط أو الجرافولوجي (بالإنجليزية: Graphology)‏ هو علم تحليل الشخصية من خلال الصفات الفيزيائية لخط اليد، وهو علم يستخدم للكشف عن الحالة النفسية لكاتب النص -وقت كتابته له- أو حتى لتقييم صفاته الشخصية. بشكل عام هو يعتبر علمًا زائفًا
 وهذا المصطلح قد يستخدم بشكل خاطئ للفحص العلمي للوثائق التاريخية.
علم دراسة الخط كان مثار جدل طوال القرن الماضي، يعتقد معظم المؤيدون لعلم الغرافولوجي أن الشهادات الإيجابية من الأشخاص الذين تم إجراء عليهم الاختبارات هي دليل كافٍ لصحتها واستخدامها. لكن أغلب الدراسات التي أجريت لم تستطع إثبات صحة ذلك.

## التاريخ
يقول كونفوشيوس: «ما تخطه اليد هو بصمة العقل». ثم جاء الطبيب الإيطالي كاميلو بالدو يعتبر أول من وضع كتابا في علم علم دراسة الخط سنة 1622 م وكان باللغة اليونانية، ثم ظهر علم علم دراسة الخط في بدايات القرن التاسع عشر الميلادي، وقد ساهم الفرنسيون في وضع أصوله وقواعده بشكل كبير، عام 1871م . ثم بدأ العلم في الانتشار، ففي أواخر القرن التاسع عشر الميلادي، وبالتحديد في سنة 1897 م أنشأ المفكر الألماني لودوينجكليجس الجمعية الألمانية للجرافولوجي، ثم صدرت أول دورية تعنى بعلم دراسة الخط على يد عالم علم دراسة الخط الإنجليزي روبرت سودر، وفي سنة 1927 م أنشأ الأمريكي لويس رايس الجمعية الأمريكية للعلم دراسة الخط التي كان لنشاطها في هذا العلم الدور الأكبر لاعتراف المؤسسات الأكاديمية بهذا العلم وتدريسه فيها. ويعتبر الدكتور/ فؤاد عطية (الأمريكى الجنسية المصرى الأصل) واضع حجر الأساس لهذا العلم باللغة العربية.

## اعتبارات قانونية

### في هنغاريا
يقول تقرير صادر عن مفوض البرلمان الهنغاري المختص بحماية المعطيات وحرية المعلومات إن تحليل الخط دون أخذ الموافقة يعد خرقًا للخصوصية.

### في الولايات المتحدة الأمريكية

#### النوع الاجتماعي والخط
هناك عدة دراسات عن النوع الاجتماعي وخط الكتابة. تشير الأبحاث كلها إلى إمكانية تحديد النوع الاجتماعي بمستوىً جيد. كان للدراسات المنشورة عن الأصول الإثنية، والعرق، والعمر، والجنسية، والنوع الاجتماعي، والتوجه الجنسي، والوزن، وعلاقة كل منها بالخط نتائج متضاربة.

#### قانون العمل
أجابت لجنة تساوي فرص العمل في الولايات المتحدة في رسالة رأي استشاري عن سؤال يخص «عما إذا كان قانونيًّا استخدام تحليل خط المتقدم لوظيفة كمؤشر في اختبار القبول. وعما إذا كان قانونيًا سؤال المتقدم للوظيفة عن عمره واستخدامه للأدوية للسماح بمعرفة تأثير ذلك على خطه/ا». أوصت الرسالة بأنه في تلك الظروف من غير القانوني وفق قانون الأمريكيين ذوي الإعاقات الصادر عام 1990 سؤال المتقدم إلى وظيفة عما إذا كان يتناول أدوية، وأوصت أيضًا بأن سؤال المتقدم عن عمره أو عمرها «بزعم أن ذلك يضفي بتغيرات في تحليل خطه/ا» ليس بذاته انتهاكًا لقانون التمييز العمري في الوظيفة الصادر عام 1967، ولكن يمكن أن يشكل دليلًا قويًّا على التمييز العمري. قالت الرسالة أيضًا إنه لا توجد توجيهات قضائية عن «ما إذا كانت سياسة إقصاء المتقدمين إلى الوظيفة بناءً على خطوطهم ذات تأثير ضار على جماعة محمية» وفق قانون الأمريكيين ذوي الإعاقات، أو قانون التمييز العمري في الوظيفة، أو الفقرة السابعة من قانون الحقوق المدنية لعام 1964.

## تطبيقاته

### وضع المعايير الوظيفية
تأخذ الشركة عينة كتابة من المتقدم، وتجري عليها اختبار تحديد شخصية، مطابقةً خط المتقدم مع المعيار النفسي المثالي للموظفين في المنصب. يمكن للمتقدمين خداع هذا النظام؛ بأن يطلبوا من أحد أن يكتب عوضًا عنهم.
يفترض أن يستخدم التقرير الغرافولوجي إلى جانب أدوات أخرى، كالتحقق الشامل من الخلفية، وإظهار مهارات العمل سواءً في سجل المتقدم أو بشكل عملي. يصرح مؤيدو دراسة الخط بأنه من الممكن أن يكون مكملًا ولكن لا يمكنه استبدال أدوات التوظيف التقليدية.
تراوحت الأبحاث عن ملاءمة دراسة الخط للتوظيف من الفشل التام، إلى النجاح المحفوظ. أهم سبب لعدم استخدام دراسة الخط في عملية التوظيف هو غياب الدليل على وجود رابط مباشر بين دراسة الخط والمقاييس المتعددة للأداء في العمل.
انتُقد استخدام الغرافولوجي في عملية التوظيف على أسس أخلاقية وقانونية في الولايات المتحدة الأمريكية.

### التحليل النفسي
استخدمت دراسة الخط سريريًّا لدى معالجين نفسيين ومرشدين أوروبيين. تُستخدم عادةً -عند استخدامها- إلى جوار أدوات تقييم شخصية إسقاطية أخرى، لا لوحدها. تستخدم غالبًا مع المعالجة النفسية الفردية، أو الاستشارات الزوجية، أو في الإرشاد المهني.

### التوافق الزوجي
بأبسط أشكال الدراسة يجري فحص التعبير الجنسي والاستجابة الجنسية وحسب. أما بأعقد أشكالها، فكل جوانب الفرد تفحص من حيث كيفية تأثيرها على الفرد الآخر (أو الأفراد الآخرين) ضمن العلاقة. تقول النظرية إنه بعد معرفة وفهم كيفية اختلاف كل فرد في العلاقة عن الآخر، يكون الزواج الناتج أكثر استدامة. في الدراسة المقارنة تقاس استجابات أجزاء الاستقبال وعدم الاستقبال.

### التحليل الطبي
قد تكون الغرافولوجيا الطبية أكثر فرع جدلي في دراسة الخط. وبالتعبير الدقيق، فإن هذه الدراسات ليست الغرافولوجيا الموصوفة في بقية المقال، ولكنها فحص للعوامل المتعلقة بالتحكم في الوظائف الحركية. أجريت دراسات بحثية أُخذ بعين الاعتبار فيها فحص تفصيلي لعوامل الخط، وعلى الأخص التوقيت، والسلاسة، ومقدار الضغط، واتساق حجم الخط، والشكل، والسرعة في عملية تقييم المرضى واستجابتهم للعوامل الدوائية العلاجية. تُعد دراسة هذه الظواهر نتاجًا ثانويًا لفحص الباحثين لعمليات التحكم بالوظائف الحركية وتفاعل الأنظمة العصبية والتشريحية والبيوميكانيكية للجسم.
يمنع عرف الممارسة الأخلاقية لمجموعة فانغارد، وغيره، التشخيص الطبي الصادر عن غير المصرح لهم بالتشخيص في الدولة أو الولاية التي يعملون فيها.

## النشأة والتطور
لقد ظهرت ملامح الاهتمامات بالخط اليدوي مع بدايات علم علم دراسة الخط قبل عدة آلاف من السنين في الصين، ثم انتقلت إلى أوروبا عبر اليونان الإغريق في أثينا.
أما بداياته العملية الحديثة فقد كانت في القرن السابع عشر على يد الدكتور الإيطالي كاميلو بالدي Camilio Balde عام 1622 م، الذي يعد من أوائل من كتبوا بوضوح عن تحليل الشخصية من خلال الخط اليدوي، ثم قام الألمان بالمنافسة على هذا العلم في القرن الثامن عشر على يد الدكتور Ludwing Klages بإنشاء «الجمعية الألمانية للجرافولوجي»، حيث تطرق في مؤلفاته بدراسة الخط من ناحية: الحركة، السرعة، المسافات بين الحروف، والضغط على الورق.
وفي القرن التاسع عشر أصبحت فرنسا من الدول الرائدة في هذا المجال بفضل جهود أهم علمائهم: Abbe Flandrin وتلميذاه Alfred Binte وJ.C.Janiln الذي كان له الفضل في إطلاق كلمة دراسة الخط على هذا العلم. ويعد Louise Rice مؤسس «جمعية علم دراسة الخط الأمريكية» عام 1927 م.